# Área de relevante interesse ecológico

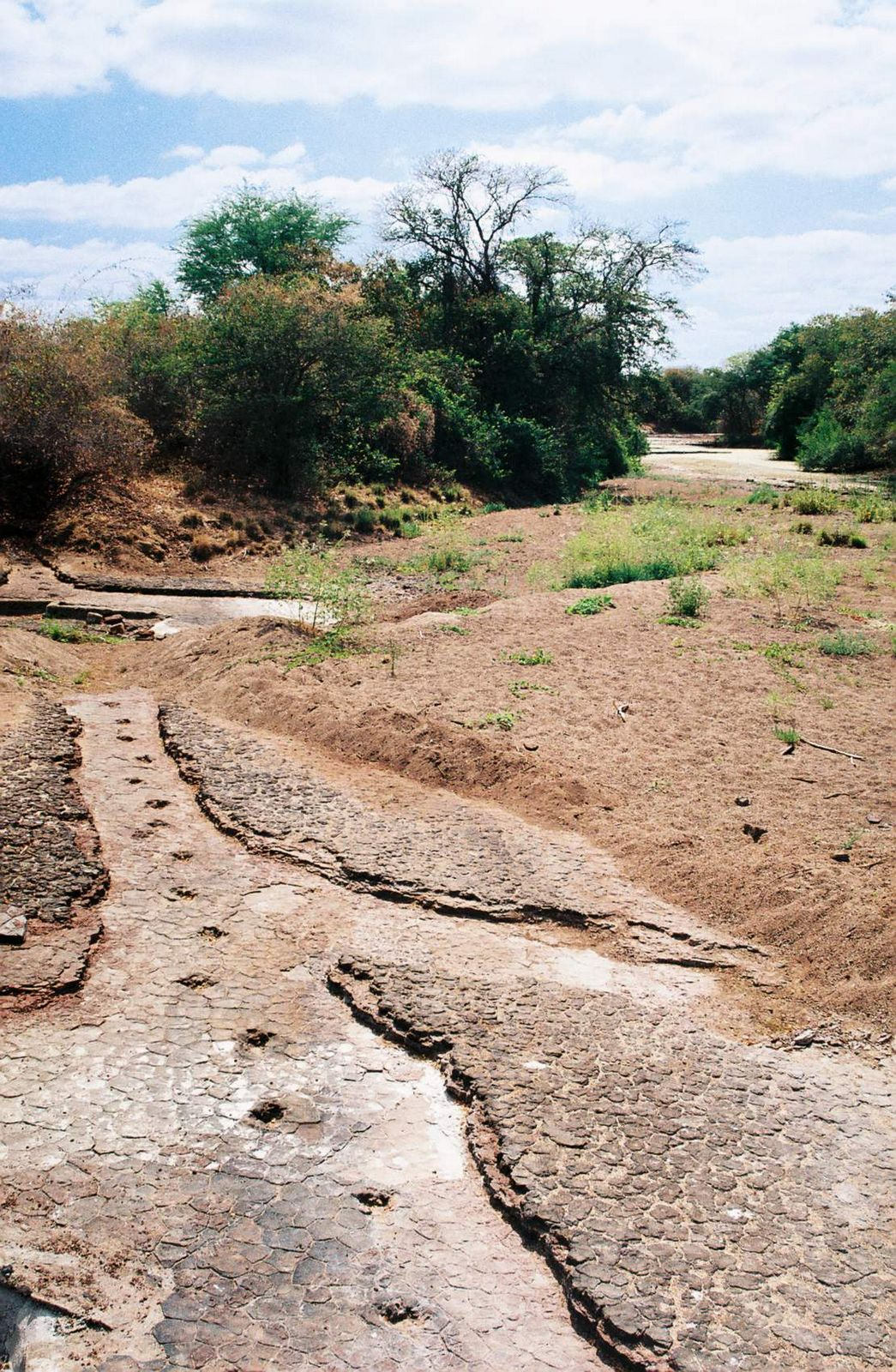
Trilha de um Carnossauro na Área de Relevante Interesse Ecológico Vale dos Dinossauros.

Uma Área de Relevante Interesse Ecológico, também referida pelo acrônimo ARIE, é uma área protegida brasileira prevista na legislação que trata do Sistema Nacional de Unidades de Conservação da Natureza (SNUC). Segundo a lei 9.985 de 18 de julho de 2000, este tipo de área protegida tem como objetivo proteger regiões pequenas, em geral de até cinco mil hectares de extensão, que possuem características naturais extraordinárias ou que abriga exemplares raros da biota regional.
No quadro do Sistema de Categorias de Gestão de Áreas Protegidas da União Internacional para a Conservação da Natureza e dos Recursos Naturais (IUCN), as ARIE são integrantes da categoria III.

## Características
As ARIE têm pouca ou nenhuma ocupação humana, constituída por terras públicas ou privadas. Sua finalidade é a manutenção dos ecossistemas naturais de importância regional ou local. Seu uso deve regular, a cada caso, atividades que possam pôr em risco a conservação dos ecossistemas, a proteção especial das espécies endêmicas ou raras, ou a harmonia da paisagem. Quando estiver localizada em perímetros de APA, integrará a zona de vida silvestre (ZVS).
As ARIE são um instrumento para a conservação dos ecossistemas e o uso sustentado dos recursos naturais. Do ponto de vista fundiário, o fato de não requererem o domínio público facilita sua criação. A categoria é interessante no âmbito da política de desenvolvimento sustentado, desde que estabelecidos os critérios técnico-científicos para a exploração de seus produtos naturais, através de Plano de Manejo. A criação de novas ARIE poderia contribuir tanto para a perpetuação de fragmentos de ecossistemas naturais, como para um melhor conhecimento de sua dinâmica natural e exploração sustentada de seus recursos florestais.
As ARIEs federais são administradas pelo Instituto Chico Mendes de Conservação da Biodiversidade (ICMBio).

## Exemplos notáveis

### Acre
- Área de Relevante Interesse Ecológico Seringal Nova Esperança

### Amazonas
- Área de Relevante Interesse Ecológico Javari Buriti
- Área de Relevante Interesse Ecológico Projeto Dinâmica Biológica de Fragmentos Florestais

### Distrito Federal
- Área de Relevante Interesse Ecológico Capetinga/Taquara

### Maranhão
- Área de Relevante Interesse Ecológico das Nascentes do Rio Jaguarema
- Área de Relevante Interesse Ecológico da Quinta do Diamante

### Paraiba
- Área de Relevante Interesse Ecológico Manguezais da Foz do Rio Mamanguape
- Área de Relevante Interesse Ecológico Vale dos Dinossauros (Vale dos Dinossauros)

### Rio de Janeiro
- Área de Relevante Interesse Ecológico Floresta da Cicuta
- Área de Relevante Interesse Ecológico da Ilha Grande

### Rio Grande do Sul
- Área de Relevante Interesse Ecológico Pontal dos Latinos e Pontal dos Santiagos

### Santa Catarina
- Área de Relevante Interesse Ecológico Serra da Abelha

### São Paulo
- Buriti de Vassununga (Parque Estadual Vassununga), em Santa Rita do Passa Quatro
- Cerrado Pé-de-Gigante, também em Santa Rita do Passa Quatro
- Ilha Ameixal, em Iguape
- Ilhas Queimada Pequena e Queimada Grande (Ilha da Queimada Grande), em Itanhaém e Peruíbe
- Matão de Cosmópolis, em Artur Nogueira e Cosmópolis
- Pedra Branca, em Tremembé e Taubaté
- Santa Genebra, em Campinas
- ZVS - APA Ilha Comprida (Ilha Comprida), em Cananéia e Iguape
- ZVS - APA Federal Cananéia-Iguape-Peruíbe, em Cananéia, Iguape e Peruíbe
- do Guará, na Ilha Comprida